# Piodes coriacea
Piodes coriacea är en skalbaggsart som beskrevs av Leconte 1850. Piodes coriacea ingår i släktet Piodes och familjen långhorningar. Inga underarter finns listade i Catalogue of Life.